# Timmy Simons
Timmy Simons (Diest, 1976. december 11. –) belga válogatott labdarúgó.
Alapjában hátvéd, de általában középpályásként szokott játszani, ott is védekező szerepben szűrőként. A PSV Eindhovennek és a belga válogatottnak a csapatkapitánya. Előző klubjai voltak a Lommel és a Club Brugge. 2002-ben a Bruges játékosaként elnyerte a Belga Aranycipő díjat.
2005 nyarán úgy döntött, hogy elhagyja a Club Brugest a PSV kedvéért. Először ő volt a csapatkapitány helyettes Phillip Cocu után a 2005/2006-os szezonban. Miután Cocu távozott ő lett kinevezve az első számú kapitánynak. Az Eindhoveniek kulcsjátékosa és nagyon népszerű a szurkolók körében.

## Pályafutása számokban
| Szezon    | Klub        | Ország      | Bajnokság    | Mérkőzések | Gólok |
| --------- | ----------- | ----------- | ------------ | ---------- | ----- |
| 1998/1999 | Lommel      | Belgium     | Jupiler Liga | 30         | 1     |
| 1999/2000 | Lommel      | Belgium     | Jupiler Liga | 31         | 4     |
| 2000/2001 | Club Bruges | Belgium     | Jupiler Liga | 34         | 2     |
| 2001/2002 | Club Bruges | Belgium     | Jupiler Liga | 34         | 3     |
| 2002/2003 | Club Bruges | Belgium     | Jupiler Liga | 33         | 7     |
| 2003/2004 | Club Bruges | Belgium     | Jupiler Liga | 33         | 4     |
| 2004/2005 | Club Bruges | Belgium     | Jupiler Liga | 28         | 7     |
| 2005/2006 | PSV         | Hollandia   | Eredivisie   | 32         | 2     |
| 2006/2007 | PSV         | Hollandia   | Eredivisie   | 34         | 5     |
| 2007/2008 | PSV         | Hollandia   | Eredivisie   | 33         | 4     |
| 2008/2009 | PSV         | Hollandia   | Eredivisie   | 34         | 3     |
| 2009/2010 | PSV         | Hollandia   | Eredivisie   | 25         | 1     |
| 2010/2011 | Nürnberg    | Németország | Bundesliga   | 34         | 2     |
| 2011/2012 | Nürnberg    | Németország | Bundesliga   | 34         | 4     |
| 2012/2013 | Nürnberg    | Németország | Bundesliga   | 34         | 5     |
|           |             |             | Összesen     | 425        | 48    |

## Sikerei, díjai

### Klub
- Club Brugge
  - Belga bajnok: 2002–03, 2004–05, 2015–16, 2017–18
  - Belga kupa: 2001–02, 2003–04, 2014–15
  - Belga szuperkupa: 2002, 2003, 2004, 2016
- PSV
  - Holland bajnok: 2005–06, 2006–07, 2007–08
  - Holland szuperkupa: 2008

### Egyéni
- A belga bajnokság aranycipőse: 2002

## Külső hivatkozások
- Timmy Simons adatlapja a National-Football-Teams.com oldalon (angolul)

- Timmy Simons adatlapja a Soccerway oldalon (angolul)